# Walter P. Lewis
Walter P. Lewis (Albany, 10 giugno 1866 – 30 gennaio 1932) è stato un attore statunitense.

## Filmografia parziale
- My Hero, regia di D. W. Griffith (1912)
- Brutality, regia di D. W. Griffith (1912)
- My Baby, regia di D. W. Griffith e Frank Powell (1912)
- Gold and Glitter, regia di D. W. Griffith e Frank Powell (1912)
- Heredity, regia di D. W. Griffith (1912)
- The Musketeers of Pig Alley, regia di D. W. Griffith (1912)
- Il cappello di Parigi (The New York Hat), regia di D. W. Griffith (1912)
- The Painted Lady, regia di D. W. Griffith (1912)
- The Chief's Blanket, regia di D. W. Griffith (1912)
- Blind Love, regia di D. W. Griffith (1912)
- Love in an Apartment Hotel, regia di D. W. Griffith (1913)
- Brothers, regia di D. W. Griffith (1913)
- A Misappropriated Turkey, regia di D. W. Griffith (1913)
- Fate, regia di D. W. Griffith (1913)
- An Adventure in the Autumn Woods, regia di D. W. Griffith (1913)
- The Telephone Girl and the Lady, regia di D. W. Griffith (1913)
- Three Friends, regia di D. W. Griffith (1913)
- The Eternal Sapho, regia di Bertram Bracken (1916)
- The Seven Pearls, regia di Louis J. Gasnier e Donald MacKenzie (1917)
- La capanna dello zio Tom (Uncle Tom's Cabin), regia di J. Searle Dawley (1918)
- Dopo la tormenta (Out of a Clear Sky), regia di Marshall Neilan (1918)
- The Birth of a Soul, regia di Edwin L. Hollywood (1920)
- La pazienza di Davide (Tol'able David), regia di Henry King (1921)
- Lonesome Corners, regia di Edgar Jones (1922)
- The Green Archer, regia di Spencer Gordon Bennet (1925)
- The Little Shepherd of Kingdom Come, regia di Alfred Santell (1928)
- Attenti alle bionde (Beware of Blondes), regia di George B. Seitz (1928)